# Hanane Ouhaddou

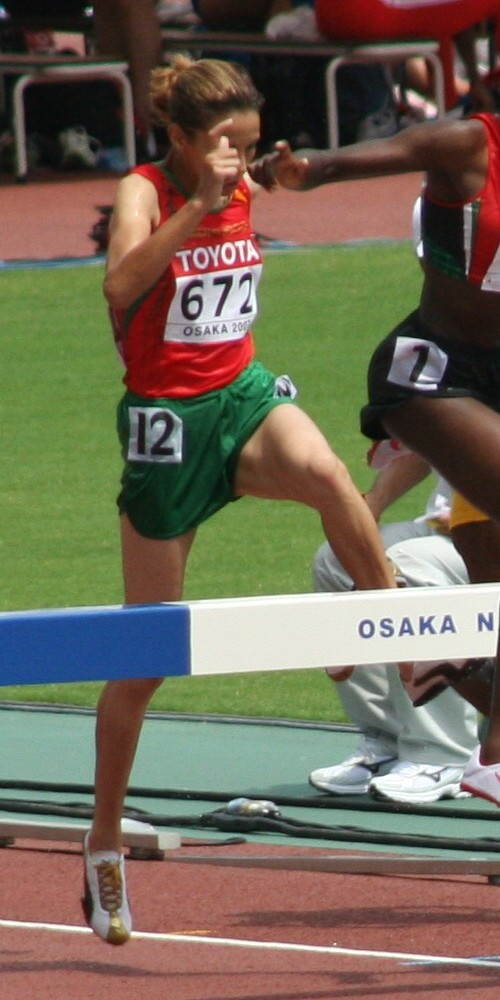
Hanane

Hanane Ouhaddou (sinh năm 1982) là một vận động viên người Maroc, chuyên về môn trượt dốc 3000 mét. Cô đã hoàn thành thứ năm tại Giải vô địch châu Phi 2006 và thứ chín tại Giải vô địch thế giới 2007.
Cô đã phục vụ một lệnh cấm doping giữa năm 2012 và 2014 cho doping. Năm 2016, cô bị cấm thi đấu một lần nữa trong tám năm vì từ chối kiểm tra. Lệnh cấm được thiết lập để kết thúc vào ngày 10 tháng 5 năm 2024.
Thời gian cá nhân tốt nhất của cô là 9: 25,51 phút, đạt được vào tháng 7 năm 2007 tại Heusden-Zolder.

## Thành tích
| Năm                | Giải đấu                          | Địa điểm           | Thứ hạng           | Nội dung           | Chú thích          |
| Representing Maroc | Representing Maroc                | Representing Maroc | Representing Maroc | Representing Maroc | Representing Maroc |
| ------------------ | --------------------------------- | ------------------ | ------------------ | ------------------ | ------------------ |
| 2001               | Jeux de la Francophonie           | Ottawa, Canada     | 11th               | 1500m              | 4:29.75            |
| 2006               | African Championships             | Bambous, Mauritius | 5th                | 3000m s'chase      | 10:18.38           |
| 2007               | World Cross Country Championships | Mombasa, Kenya     | 33rd               | Long race          | Individual         |
| 2007               | World Cross Country Championships | Mombasa, Kenya     | 3rd                | Long race          | Team               |
| 2007               | World Championships               | Osaka, Japan       | 9th                | 3000m s'chase      | 9:37.87            |
| 2007               | Pan Arab Games                    | Cairo, Egypt       | 3rd                | 5000m              | 19:14.96           |
| 2007               | Pan Arab Games                    | Cairo, Egypt       | 1st                | 3000m s'chase      | 10:30.33           |
| 2008               | World Indoor Championships        | Valencia, Spain    | 14th (h)           | 3000m              | 9:03.41            |
| 2008               | Olympic Games                     | Beijing, China     | 40th (h)           | 3000m s'chase      | 9:56.41            |
| 2009               | World Championships               | Berlin, Germany    | 20th (h)           | 3000m s'chase      | 9:35.78            |
| 2009               | Mediterranean Games               | Pescara, Italy     | 1st                | 5000m              | 15:12.75           |
| 2009               | Jeux de la Francophonie           | Beirut, Lebanon    | 2nd                | 5000m              | 16:27.51           |
| 2009               | Jeux de la Francophonie           | Beirut, Lebanon    | 2nd                | 3000m s'chase      | 10:07.40           |
| 2010               | African Championships             | Nairobi, Kenya     | 5th                | 3000m s'chase      | 9:43.13            |
| 2011               | World Championships               | Daegu, South Korea | 8th                | 3000m s'chase      | 9:32.36            |
| 2011               | Pan Arab Games                    | Doha, Qatar        | 4th                | 5000m              | 16:19.64           |
| 2015               | World Championships               | Beijing, China     | —                  | 3000 m s'chase     | DQ                 |